# Tommaso Saccardi
Tommaso Saccardi (16 luglio 2001) è uno sciatore alpino italiano.

## Biografia
Specialista delle prove tecniche originario di Lesignano de' Bagni e attivo dal novembre del 2017, Tommaso Saccardi ha esordito in Coppa Europa il 16 febbraio 2019 in Val di Fassa in slalom speciale e in Coppa del Mondo il 22 dicembre 2021 a Madonna di Campiglio nella medesima specialità, in entrambi i casi senza completare la prova; sempre in slalom speciale ha conquistato la prima vittoria in Coppa Europa, nonché primo podio, il 23 novembre 2024 a Levi. Non ha preso parte a rassegne olimpiche o iridate.

## Palmarès

### Coppa Europa
- Miglior piazzamento in classifica generale: 26º nel 2025
- 1 podio:
  - 1 vittoria

#### Coppa Europa - vittorie
| Data             | Località | Paese     | Specialità |
| ---------------- | -------- | --------- | ---------- |
| 23 novembre 2024 | Levi     | Finlandia | SL         |

Legenda:

SL = slalom speciale

### Campionati italiani
- 2 medaglie:
  - 1 oro (slalom speciale nel 2025)
  - 1 argento (slalom gigante nel 2025)